# Anita Bräck
Gudrun Notti Anita Bräck, född Holger den 23 oktober 1935 i Målsryd, Toarps församling, Älvsborgs län, död den 23 mars 2016 i Sollentuna församling, Stockholms län,  var en svensk biblioteksman.
Anita Bräck avlade filosofie kandidatexamen vid Uppsala universitet 1961 och genomgick Statens biblioteksskola 1961–1962. Hon var bibliotekschef vid Märsta folkbibliotek 1962–1968, vid Piteå stadsbibliotek 1969–1970 samt bibliotekschef vid Härnösands stadsbibliotek och länsbibliotekarie i Västernorrlands län 1971–1978. Anita Bräck var kulturchef i Solna kommun 1979–1991 samt kultur- och fritidschef där 1992–1999. Hon vilar på Sollentuna kyrkogård.